# Вулиця Виноградна (Іллінці)
Ву́лиця Виноградна  — вулиця в місті Іллінці, Вінницького району, Вінницької області. 

## Історія
Утворена у другій половині 1980-тих років році, як один з проїздів на Дачному масиві, колишнє садове товариство. 
Рішенням Іллінецької міської ради, від 3-го жовтня 2007 року, вулиці присвоєно назву — Виноградна. 

## Опис і розташування
Вулиця Виноградна, одна із малозабудованих вулиць Дачного масиву, наразі складається з сорока земельних ділянок які призначені під забудову. 
Перший будинок на вулиці, почали зводити восени 2019 року. 
Починається від вулиці Ґонти простягається на схід до лісопосадки, яка є східною межею міста, перетинаючись міжквартальним безіменним проїздом який пететинає Дачний масив із півночі на південь.
Рух для автомобілів - одностронній, дорожнє покриття відсутнє. 